# Naissance en 909
Naissance
- 905
- 906
- 907
- 908
- 909
- 910
- 911
- 912
- 913

Cette page dresse une liste de personnalités nées au cours de  l'année 909 :
- Dunstan de Cantorbéry, archevêque de Cantorbéry.
- Shen Lun (en), ou Shen Yilun, érudit au service des Han postérieurs, Zhou postérieurs puis de la dynastie Song.

## Crédit d'auteurs
- Cet article est partiellement ou en totalité issu de l'article intitulé « 909 » (voir la liste des auteurs).